# Diablo III
Pour les articles homonymes, voir Diablo.
Diablo III, Un jeu vidéo d'action et de rôle de type hack and slash développé par Blizzard Entertainment. Il constitue le troisième opus de la série Diablo, succédant à Diablo et Diablo II. Publié par Activision Blizzard, le jeu a bénéficié d'une sortie mondiale le 15 mai 2012. Comme ses prédécesseurs, il se déroule dans un monde imaginaire de type médiéval-fantastique dans lequel le joueur peut choisir d’incarner un sorcier, un barbare, un féticheur, un chasseur de démon, un moine ou un nécromancien. À sa sortie, il est bien accueilli par les critiques et il connaît un important succès commercial. Le jeu s’écoule ainsi à 4,7 millions d’exemplaires le jour de sa sortie, ce qui constitue un record pour l’époque, et il a depuis dépassé les quinze millions de titres vendus. Depuis le 3 septembre 2013, le jeu est également disponible sur PlayStation 3 et Xbox 360.
Le jeu a bénéficié d'une première extension Reaper of Souls publiée le 25 mars 2014, qui inclut notamment une nouvelle classe de personnage (le croisé), un nouvel acte et un nouveau mode de jeu. Une compilation, baptisée Diablo III: Ultimate Evil Edition, qui regroupe le jeu original et sa première extension, est également disponible depuis le 19 août 2014 sur PlayStation 3, PlayStation 4, Xbox 360, Xbox One, PC et MAC.

## Trame

### Univers
Diablo III se déroule dans le monde imaginaire médiéval-fantastique de Sanctuaire déjà développé dans les deux premiers opus de la série. L’histoire débute dans le royaume de Khanduras vingt ans après les événements décrits dans Diablo II et Diablo II: Lord of Destruction, qui racontent comment des aventuriers sont parvenus à vaincre les démons Mephisto, Diablo et Baal après leur retour dans le monde des hommes.
Ces trois démons furent en effet bannis des Enfers par leurs subordonnés puis exilés dans le monde de Sanctuaire. Ils semèrent alors la discorde et la destruction dans les royaumes de l’Orient jusqu’à ce qu’un clan de mages appelé les Horadrims et mené par l’archange Tyraël réussisse à les vaincre. Les Horadrims enfermèrent les trois démons dans des « pierres d’âmes » qui furent ensuite cachées dans trois forteresses aujourd’hui oubliées.

### Scénario
Acte I : Le jeu débute dans la cathédrale de Tristram, alors que Deckard Cain et sa nièce Leah consultent d’anciens textes qui parlent d’une étrange prophétie. Soudain, une mystérieuse étoile tombe du ciel et s’écrase sur la cathédrale, créant un profond cratère dans lequel Cain disparaît.
Peu de temps après, le joueur arrive dans le village de la Nouvelle Tristram pour enquêter sur la chute de l’étoile. À la demande de Leah, celui-ci retrouve Cain dans le cratère puis découvre que l’objet tombé du ciel est en fait un homme qui ne se souvient de rien d’autre qu’avoir perdu son épée. Celle-ci s’est brisée lors de l’impact et le joueur cherche à en rassembler les fragments. Dans sa quête, il découvre l’existence d’une ancienne race d’humains, les Nephalem, issue de l’union d’anges et de démons dont il fait lui-même partie. Après avoir vaincu les sbires de Maghda, une sorcière à la tête d'une Cabale qui convoite également l’épée, le joueur parvient à en récupérer les fragments. Maghda enlève alors Cain et tente de le forcer à reconstituer l’épée mais elle est mise en fuite par les pouvoirs incontrôlés de Leah. Sur le point de mourir, Cain utilise ses dernières forces pour réparer l’épée et demande au joueur de la donner à l’étranger tombé du ciel. Après avoir vaincu le Boucher, un démon à la solde de Magdha, le joueur retrouve l’étranger et lui remet l’épée. Celui-ci se révèle être l’archange Tyraël qui, déçu par l’absence de volonté de ses pairs de protéger les humains, a décidé de devenir mortel et de prévenir l’humanité d’un danger imminent : l’arrivée dans le monde de Sanctuaire des démons Bélial, seigneur du mensonge, et Asmodan, seigneur du péché.
Acte II : Pour venger la mort de Cain, le joueur poursuit alors Maghda jusqu'à la cité de Caldeum qui se trouve être sous l’influence de son maître, Belial. Après avoir tué la sorcière, le joueur sauve la mère de Leah, Adria, qui lui révèle l’existence d’une pierre d’âme noire qui permet d’emprisonner et de détruire les sept seigneurs des enfers. Pour l’obtenir, le joueur ressuscite un ancien Horadrim, Zoltun Kulle, qui termine l’élaboration de la pierre avant de tenter de s’emparer de celle-ci. Il est alors révélé que la pierre d'âme noire a déjà absorbé les âmes des démons précédemment vaincus (Andariel, Duriel, Mephisto, Diablo et Baal). Le joueur découvre ensuite l’identité de Bélial et le tue dans le palais de Caldeum avant d’emprisonner son âme dans la pierre. Leah a alors une vision d'Asmodan, dernier des sept Grands Démons, qui vient d'ouvrir un portail entre les Enfers et Sanctuaire. Ses troupes déferlent depuis le mont Arreat dans l’espoir de récupérer la pierre.
Acte III : Le joueur, accompagné de Tyraël, Adria et Leah, se rend alors au Donjon de la Redoute, dernier rempart entre les forces d’Asmodan et le reste de Sanctuaire. Après avoir repoussé les troupes du démon et détruit ses machines de sièges, le joueur parvient au mont Arreat où il défait le seigneur du péché avant d’emprisonner son âme dans la pierre d'âme noire. C’est alors qu’Adria trahit le joueur et s’empare de la pierre qui contient les âmes des sept seigneurs des Enfers. La sorcière révèle qu’elle est à la solde de Diablo et que Leah est en fait la fille du héros qui avait vaincu Diablo à Tristram avant de se faire posséder par celui-ci (le prince Aidan). Sacrifiant sa fille, Adria ramène Diablo à la vie et celui-ci utilise les âmes contenues dans la pierre pour devenir le Démon Primordial. Maître unique des légions démoniques, il part alors conquérir les Hauts Cieux.
Acte IV : Le joueur, accompagné de Tyraël, poursuit Diablo jusqu’aux Hauts Cieux qui subissent les assauts des troupes des démons. Diablo tente de corrompre l'Arche de Cristal, la relique accordant leurs pouvoirs aux archanges. Le joueur parvient finalement à l’en empêcher et à le défaire. Les cieux sont aussi sauvés, et les archanges contraints de remercier les hommes pour leur aide. Tyraël, conservant son corps mortel, retrouve une place au sein du conseil des Angiris, occupant désormais la place de l'aspect de la sagesse (l'ancien aspect, Malthaël, étant alors porté disparu).

## Système de jeu
Comme Diablo et Diablo II, Diablo III est un jeu vidéo de type hack 'n' slash. Le joueur y contrôle un personnage qui doit explorer différents types d’environnement peuplés de monstres, et les combattre pour gagner de l’expérience ou différents trésors tels que des armes ou des sorts. L’action du jeu se déroule en temps réel.

### Personnages
Dès le début du jeu, le joueur doit choisir une des cinq classes de personnage disponibles dans le jeu – personnage qu’il devra incarner jusqu’à la fin de sa quête – que sont le chasseur de démons, le barbare, le féticheur, le sorcier et le moine. Chaque classe possède des caractéristiques de départ et des compétences différentes.
Comme l’amazone de Diablo II, le chasseur de démon est un spécialiste des armes de tir comme l’arc et l’arbalète. Ses aptitudes sont avant tout liées à l’utilisation de ses armes de prédilections (il peut par exemple tirer des salves de flèches) mais il dispose également de pièges et de compétences défensives. Le barbare et le moine sont de puissants guerriers spécialisés dans le corps à corps. Le premier dispose d’aptitudes qui augmentent son efficacité au combat mais aussi de puissantes compétences, comme les cris de guerre qui peuvent faire fuir ses ennemis ou renforcer ses caractéristiques de combat. Les compétences du moine reposent principalement sur l’utilisation de ses poings plutôt que d’armes classiques et il dispose également de puissantes compétences défensives ainsi que de mantra qui lui permettent d’améliorer ses caractéristiques de combat et celles de ses alliés,. Le féticheur est un lanceur de sort qui peut notamment invoquer des créatures pour les faire combattre à ses côtés. Il dispose également de sorts destructeurs, basés sur l’utilisation de poisons ou de flamme. Il est aussi capable de lancer des malédictions qui peuvent affaiblir ou semer le trouble dans les rangs adverses. Comme le féticheur, le sorcier préfère éviter le combat au corps à corps et ne lutte quasiment qu’à l’aide de sa magie basée sur les éléments. Ses sorts de froid lui permettent par exemple de ralentir ou d’immobiliser un ennemi alors que ses sorts de foudre et de feu sont plutôt destinés à infliger un maximum de dégâts. Certains sorts lui donnent également des capacités à vocation défensives.
En combattant les créatures qui peuplent le monde de Diablo, le personnage contrôlé par le joueur gagne de l’expérience qui lui permet de devenir plus puissant. La quantité de points d’expériences dont le personnage dispose détermine son niveau et à chaque passage à un niveau supérieur, ses caractéristiques se voient renforcées. Le personnage dispose de quatre caractéristiques principales : la force, qui lui permet d’utiliser les armes et armures les plus puissantes et qui lui permet de faire plus de dégâts au corps à corps ; l'intelligence qui détermine la quantité de mana dont dispose le personnage et qui permet d’apprendre les sorts les plus puissants ; la dextérité qui détermine la précision des coups portés par le personnage ; et enfin la vitalité qui détermine la quantité de points de vie dont celui-ci dispose. À ces quatre caractéristiques principales, il faut ajouter des caractéristiques secondaires comme les dégâts, le niveau d’attaque ou la classe d’armure, que le joueur ne peut renforcer lors du passage à un niveau supérieur, mais qui dépendent des caractéristiques principales et de l’équipement du personnage. Le passage à un niveau supérieur permet également de débloquer de nouvelles compétences ainsi que des runes qui peuvent être associées à une compétence pour en modifier les effets.

### Équipements
Lors de son exploration du monde de Diablo III ou en consultant certains habitants des lieux qu’il traverse, le joueur est amené à trouver ou à acheter différents types d’armes et d’armures dont il peut équiper son personnage pour améliorer ses caractéristiques de combats. Les armes comme les épées et les haches déterminent par exemple les dégâts que le héros peut infliger alors que les armures, les casques et les boucliers influencent sa « classe d’armure » qui détermine le niveau de protection du héros contre les attaques.
Comme dans Diablo II, certains objets sont dotés de pouvoir magique et peuvent apporter des bonus supplémentaires au personnage qui s’en équipe après que celui-ci les a identifiés. Le nom de ces objets magiques apparaît alors avec une couleur correspondant à la catégorie à laquelle il appartient. La couleur bleue correspond par exemple aux objets magiques les plus courants alors que les objets « rares » et « légendaires » qui sont plus difficiles à trouver (mais qui sont plus puissants) apparaissent respectivement en jaune et en orange. Les objets « d'ensembles » dont le nom apparaît en vert font partie d’un ensemble d’objets qui une fois tous réunis donnent à celui qui les porte des pouvoirs sans égal. Certains objets peuvent également être enchantés à l’aide de gemmes. Celles-ci donneront à l’objet de nouvelles caractéristiques qui dépendent du type et de la qualité des pierres utilisées, mais aussi du type de l’objet que l’on souhaite orner.
Une des principales nouveautés de Diablo III est l'apparition de deux nouveaux artisans qui peuvent se joindre au joueur au cours de l'aventure. Le forgeron peut forger de nouveaux objets à partir des objets ou des matériaux que lui apporte le joueur. Le joaillier peut combiner des gemmes pour les améliorer. Ces deux artisans peuvent être améliorés afin de créer des armes ou des gemmes plus puissantes.
Comme dans Diablo II, le joueur dispose d'un coffre dans lequel il peut stocker les objets dont il n'a pas immédiatement besoin. Celui-ci a cependant évolué et dispose d'une capacité de stockage plus importante en plus d'être commun à tous les personnages d’un compte,.
Diablo III a proposé l'option de l« 'Hôtel Des Ventes ». Considéré par Blizzard Entertainment comme un moyen de lutter contre le gold farming, celui-ci permettait d'acheter des objets mis en vente par d'autres joueurs à partir de l'interface du jeu. Deux monnaies d'échange étaient disponibles dans le jeu : l'or accumulé dans le jeu et l'argent réel qui pouvait être transféré via Paypal, ce dernier n'étant pas disponible pour les personnages extrêmes,. Le système d’hôtel des ventes a été supprimé du jeu en mars 2014 .

### Interface
L’interface de Diablo III diffère légèrement de celle du précédent opus de la série. En bas au centre de l'écran se trouve la barre d'action. Celle-ci affiche les différentes compétences et les objets à utilisation limitée (comme les potions) que peut utiliser le héros. La barre d'action contient également un bouton qui permet d'invoquer un portail de retour en ville ainsi que quatre boutons qui permettent d’accéder respectivement au menu de compétences, à l'inventaire, au journal des quêtes et au menu principal du jeu. Chacun de ces boutons sont aussi accessible avec des raccourcis clavier. À droite de la barre d'action se trouve un globe rouge qui représente la vie du héros et à gauche un autre globe qui correspond à la quantité de ressource dont le héros dispose pour utiliser ses compétences.

### Modes de jeu
Contrairement à Diablo II, Diablo III ne peut être joué qu’en multijoueur sur les serveurs battle.net de Blizzard Entertainment (pour les versions PC/MAC). Le joueur peut néanmoins explorer le monde de Diablo seul en refusant l’accès à sa partie à d’autres joueurs. Trois grappes de serveurs sont disponibles pour le jeu et sont réparties selon les zones géographiques suivantes : Amérique, Europe et Asie. Sur chaque serveur, un joueur, identifié par son compte Battle.net, peut créer jusqu'à dix personnages.
Le jeu est divisé en quatre actes successifs qui correspondent chacun à une région du monde de Diablo III et à la fin desquels le joueur doit vaincre un démon particulier pour pouvoir accéder à l’acte suivant. Dans le premier acte, qui se déroule dans les royaumes occidentaux, le joueur doit par exemple vaincre le Boucher avant de pouvoir voyager jusqu’à Caldeum où débute le deuxième acte. La majorité des zones qui constituent chaque acte, mais aussi les monstres et les trésors que le joueur peut y trouver, sont générés aléatoirement et sont donc différents d’une partie à l’autre.
Le système de sauvegarde est similaire à celui de Diablo II, de nouvelles créatures et trésors étant générés à chaque nouveau chargement d’une partie. La carte reste néanmoins identique et des portails vers les différentes zones que le joueur a activées dans des parties précédentes restent actifs. Au cours du jeu le joueur est amené à réaliser des quêtes qui peuvent lui être données par certains habitants des villes qu’il traverse, ou qu’il se voit assigner en arrivant dans certaines zones. Certaines quêtes n’influent pas directement sur l’avancement de l’histoire mais permettent néanmoins de recevoir des récompenses comme des objets magiques ou de l’expérience qui l’aideront dans la quête principale ; elles permettent également d’en apprendre plus sur l’univers du jeu. Le joueur dispose d’un journal de quêtes qui lui permet de connaître avec précision l’avancement dans les différentes quêtes.
Jusqu’à quatre joueurs peuvent être présents simultanément dans une partie.
Le jeu disposait de quatre niveaux de difficulté : normal, cauchemar, enfer et Armageddon. Après le patch 2.0.1, ces niveaux ont changé. Ils se composaient de 4 nouveaux niveaux de base (normal, difficile, expert, calvaire) suivis de 6 nouveaux niveaux "tourment" de 1 à 6 . Ce système a été complété par le patch 2.3 qui a introduit les niveaux "tourment" de 7 à 10 . Enfin le patch 2.4.2 a apporté 3 niveaux supplémentaires de "tourments" allant de 11 à 13 . Les niveaux de difficulté "tourment" 7 et supérieur nécessitent que le héros soit niveau 70. Chacun des niveaux permet d’obtenir plus d’expérience et des objets plus puissants que le niveau précédent, mais est peuplé de créatures beaucoup plus fortes. Pour augmenter la difficulté en multijoueurs, il est également possible de créer un personnage extrême que le joueur perd définitivement si celui-ci vient à mourir. À noter que les personnages créés dans ce mode ne peuvent pas interagir, que ce soit en combat ou pour commerce avec les personnages « normaux ».

## Développement

### Historique
À la suite du succès de Diablo II, l'équipe de Blizzard North commence le développement de Diablo III en 2001. En mai 2003, Max Schaefer, Erich Schaefer et David Brevik — qui avaient fondé le studio en 1993 — et Bill Roper quittent la société pour fonder Flagship Studios. Ils sont rejoints dans les mois qui suivent par d'autres anciens membres de l'équipe de développement de Diablo comme Kenneth Williams, David Glenn, Peter Hu, Phil Shenk, et Tyler Thompson. À la suite de ces nombreux départs, Blizzard Entertainment décide en 2005 de fusionner la filiale basée à San Mateo avec leur siège d'Irvine. Blizzard doit alors remanier et renforcer l'équipe qui travaille sur le projet et recrute donc de nouveaux développeurs,. Jay Wilson, ancien concepteur chez Relic Entertainment qui a notamment travaillé sur Warhammer 40,000: Dawn of War et Company of Heroes, est nommé concepteur en chef du projet et Leonard Boyarsky, un des créateurs de Fallout, est nommé concepteur principal.
La version du jeu développé par Blizzard North est alors bien avancée mais Blizzard ne juge pas celle-ci satisfaisante et décide de recommencer le développement à partir de rien en développant notamment de nouvelles technologies et outils de développement,. L'équipe du projet, alors composée de cinquante personnes, va ainsi réviser à trois reprises l'aspect visuel du jeu au cours des trois années suivantes. Le système de jeu subit également de profondes modifications, Rob Pardo notant que s'ils souhaitaient au départ inclure plus de quêtes et d’éléments de jeu de rôle, l'influence de jeux comme God of War ou The Legend of Zelda les a poussés à s'orienter vers un jeu se focalisant plus sur l'action,.
Après trois ans de développement, le jeu est finalement annoncé le 28 juin 2008 lors du Blizzard Worldwide Invitational.
Blizzard Entertainment procède au lancement de la bêta test fermée de Diablo III le 20 septembre 2011, les joueurs invités à y participer pouvant alors explorer une partie du premier acte et faire évoluer les cinq personnages du jeu jusqu'au niveau 13,. Du 20 au 23 avril 2012, Blizzard organise également une bêta ouverte à tout le monde afin de réaliser un stress test des serveurs Battle.net du jeu, le contenu disponible étant similaire à celui-ci de la bêta fermée,. La phase de bêta se termine le premier mai 2012,.
Le 15 mai 2012, le jeu est débloqué selon un découpage en zones géographiques. Pour l'Europe, cela s'est fait à 0h01, heure de Paris.

### Musique
Russell Brower a composé la musique de Diablo III. Il avait déjà contribué à Diablo en tant qu'interprète de la musique alors créée par Matt Uelmen. Lors de la composition de l'orchestration, il a essayé de respecter le style Wagnérien de Lord of Destruction, l’extension du deuxième opus de la série. Le thème d'ouverture de Diablo III est conçu pour faire une très grosse impression aussi bien aux nouveaux joueurs qu'aux plus anciens fans de la série. Considérée comme le thème principal du jeu, l'ouverture est interprétée par l'orchestre symphonique Eminence Symphony Orchestra. Une composition similaire est utilisée dans le trailer du jeu. Le thème de Tristram issu du premier jeu vidéo Diablo, et repris dans Diablo II, est également présent dans Diablo III avec quelques modifications.

### Patchs
Dans les mois qui suivent la sortie du jeu, Blizzard Entertainment publie plusieurs mises à jour destinées à corriger des bugs mais aussi à améliorer certains aspects du système de jeu souvent critiqué par les joueurs. Afin de favoriser une plus grande diversité dans les styles de jeu utilisés, Blizzard cherche à rendre certaines compétences plus intéressantes pour les joueurs et ajuste donc leur puissance dans la plupart des mises à jour. D'autre part, certaines fonctionnalités sont ajoutées. Ainsi, le 22 août 2012, le patch 1.0.4 introduit un nouveau système appelé niveaux « Parangon », qui permet de faire évoluer son personnage après avoir atteint le niveau 60. Le 16 octobre 2012, Blizzard Entertainment publie un nouveau patch qui introduit un certain nombre d'améliorations au système de jeu de Diablo III. Il ajoute notamment une option qui permet de régler la puissance des monstres pour augmenter la difficulté du jeu et obtenir des bonus d'or, d'expérience et de chance de trouver des objets magiques. Une nouvelle quête annexe, la machine infernale, fait également son apparition. Celle-ci est accessible en combinant des clés trouvées sur des monstres spécifiques et permet au joueur d'affronter des duos de différents boss du jeu, comme Léoric et Maghda, pour obtenir les matériaux légendaires nécessaires pour la fabrication d’un nouvel anneau légendaire,. En mars 2013, le patch 1.0.7 ajoute la possibilité d'affronter d'autres joueurs dans une arène. La mise à jour 1.0.8 publiée en mai 2013 ajoute des bonus en multijoueur et augmente la densité des monstres pour les actes I, II et IV.

## Versions et extension

### Versions
En même temps que la version standard du jeu publiée le 15 mai 2012, Blizzard Entertainment publie également une version collector du jeu intitulée Collector's Edition. En plus du jeu, celle-ci contient une clé USB en forme de pierre d’âme, contenant les versions complètes de Diablo II et de Lord of Destruction, et son support à l’effigie du crane de Diablo. Le coffret comprend également un disque Blu-ray et un DVD du making-of du jeu, un artbook, la bande originale ainsi que des items cosmétiques exclusifs pour Diablo III, World of Warcraft et StarCraft II,.
Lors de la BlizzCon de 2011, Blizzard Entertainment annonce que le téléchargement de Diablo III sera gratuit pour joueurs ayant souscrit un « pass annuel » pour World of Warcraft. Les joueurs doivent maintenir un compte WoW actif pendant un an à compter de leur inscription pour avoir droit à cette récompense. Le téléchargement est disponible au moment de la sortie de Diablo III en 2012. Les souscripteurs du pass annuel ont également l'accès garanti à la béta de l’extension suivante de World of Warcraft (Mists of Pandaria) et une monture ailée spéciale pour wow appelée Tyraël's Charger, un cheval ailé inspiré par l'archange Tyraël, un personnage majeur de la série Diablo. La monture est délivrée par courriel interne à WoW, depuis la sortie du patch 4.3.
Le 30 juin 2012, Blizzard Entertainment met également à disposition des joueurs une version de démonstration du jeu. Celle-ci permet d’explorer une partie du premier acte de Diablo III avec un des cinq personnages du jeu, leur progression étant limitée au niveau 13.
Le 11 décembre 2012, Blizzard Entertainment confirme qu'une version console du jeu est également en cours d’étude, mais que sa sortie n'est pas encore d'actualité. Le 20 février 2013, Blizzard Entertainment annonce finalement lors de la conférence de présentation de la PlayStation 4 par Sony une sortie du jeu sur PlayStation 3 et PlayStation 4. Le jeu en version console est publié le 3 septembre 2013 sur PlayStation 3 et Xbox 360 et il sortira sur les consoles de huitième génération dans le courant de l'année.
Une édition définitive comprenant Diablo III: Reaper of Souls Ultimate Evil Edition et le contenu additionnel Diablo III : Le retour du nécromancien est disponible sur Playstation 4, Xbox One et Switch sous le nom Diablo III : Eternal Collection depuis le 2 novembre 2018.

### Reaper of Souls
Une extension intitulée Reaper of Souls est officiellement annoncée par Blizzard Entertainment le 21 août 2013 lors de la Gamescom. Reaper of Souls est publié le 25 mars 2014 et introduit notamment une nouvelle classe de personnage, le croisé, spécialisé dans la défense et la magie sacrée. L'extension inclut également un nouvel acte (Acte V) dans lequel le joueur affronte Malthaël, devenu l'aspect de la mort, ainsi qu'un nouveau mode de jeu : le mode aventure.

### Le retour du nécromancien
Le retour du nécromancien (The Rise of the Necromancer) est annoncé à la BlizzCon 2016 et sort le 27 juin 2017. Ce pack de contenu téléchargeable ajoute une nouvelle classe : le nécromancien. Ce personnage, déjà présent dans le jeu Diablo II, retrouve certaines de ses compétences et notamment la possibilité de réanimer les morts.

### Extension annulée
Diablo III devait initialement bénéficier de deux extensions. Cela sera finalement annulé et Reaper of Souls demeure la seule véritable extension du jeu, Blizzard préférant se concentrer sur l'avenir de la série et Diablo IV,. De nombreuses mises à jour ont cependant permis d'ajouter du contenu supplémentaire. C'est le cas de la mise à jour 2.3 qui ajoute les Ruines de Sescheron et le Cube de Kanai ; la mise à jour 2.4 qui ajoute l'île de Val-Gris, les Bois Éternels, les Appartements Royaux ainsi que les vingt-quatre donjons d'ensemble ; et la mise à jour 2.6 qui ajoute les Landes embrumées et le Temple des Premiers-Nés.

## Accueil
| Diablo III               |             |         |
| Média                    | Pays        | Notes   |
| Computer and Video Games | Royaume-Uni | 90 %    |
| Edge                     | US          | 90 %    |
| Eurogamer                | US          | 90 %    |
| Game Informer            | US          | 90 %    |
| Gamekult                 | FR          | 80 %    |
| Game Revolution          | US          | 4,5/5   |
| GameSpot                 | US          | 85 %    |
| GameSpy                  | US          | 4/5.    |
| IGN                      | US          | 95 %    |
| Jeuxvideo.com            | FR          | 18/20   |
| Joystiq                  | US          | 5/5     |
| PC Gamer                 | US          | 5/5     |
| Compilations de notes    |             |         |
| Metacritic               | US          | 88 %    |
| GameRankings             | US          | 87,64 % |

### Ventes
Comme les précédents titres de la série, il connaît rapidement un important succès commercial avec plus de 3,5 millions de titres vendus le premier jour, ses ventes atteignant 4,7 millions d’exemplaires en incluant les jeux vendus avec le passe annuel de World of Warcraft . Dès juillet, les ventes de Diablo III dépassent les 10 millions avant d'atteindre les douze millions à la fin de l'année. Le 6 février 2014, Blizzard Entertainment annonce que le jeu s'est vendu à plus de quinze millions d'exemplaires.
En mai 2013, Blizzard publie certaines statistiques, notamment 14,5 millions de joueurs uniques ayant joué à Diablo III et 2,1 millions de joueurs par jour en moyenne, avec un pic à 5,8 millions. En août 2014, le total des ventes de Diablo III et de son extension s'élève à vingt millions d'exemplaires. Le 30 juin 2015, le jeu atteint les trente millions d’exemplaires vendus.

### Critiques
Diablo III est accueilli de manière enthousiaste par les critiques spécialisées comme le montrent les notes globales de 88 % et 87,64 % calculées par les sites Metacritic et GameRankings, . La plupart des critiques ne s’attardent pas sur l’aspect graphique du jeu qui est jugé réussi et adapté à son thème gothique,,. De même, les effets sonores et la musique sont décrits comme collant bien à l’ambiance sombre de celui-ci, certaines critiques mettant notamment en avant la qualité du doublage,. Le système de jeu de Diablo III est présenté comme restant fidèle à celui de ses prédécesseurs tout en incorporant d’importantes nouveautés. Le nouveau système de compétences est notamment mis en avant par les critiques qui notent que la disparition de l’arbre de compétences et l’ajout du système de runes permettent d’expérimenter plus facilement différentes combinaisons de sorts. Les critiques sont en revanche sceptiques sur le nouveau système d’équipement,. Certaines d’entre elles jugent en effet qu’avec le système d’artisans, qui remplace le Cube Horadrim pour l’élaboration d’objets, le jeu perd une partie de son charme. De nombreuses critiques s’inquiètent également de l’arrivée de l’Hôtel des Ventes et notent que celui-ci pourrait poser un problème à long terme en réduisant l’intérêt qu’a le joueur de trouver des objets dans le jeu, ceux-ci étant souvent plus facilement accessible sur l’Hôtel des Ventes,. La plupart des critiques notent que le scénario du jeu n’est pas le point fort de celui-ci même si elles jugent cet aspect comme n’étant pas très important pour un jeu de ce type,. L’ensemble des critiques regrette néanmoins qu’il soit impossible de jouer, même seul, sans être connecté aux serveurs de Battle.net. D’après celles-ci, ce problème est mis en exergue par les nombreuses défaillances des serveurs de Diablo III dans les jours ayant suivi sa sortie, rendant le jeu indisponible pour un nombre important de joueurs,.
Une certaine partie de la communauté se plaindra également des trop nombreuses différences avec le précédent opus, avec des critiques notamment sur la difficulté du jeu revue fortement à la baisse, et une ambiance moins sombre que Diablo II, ce qui explique que ce dernier jeu soit encore très joué aujourd'hui.
Dans les mois qui suivent sa sortie, de nouvelles critiques de son système de jeu sont mises en lumière par certains journalistes spécialisés. Ainsi, plusieurs critiques jugent que le jeu n'est pas aussi prenant que Diablo II à long terme. Ils regrettent notamment que le seul moyen d’évoluer après le niveau 60 est d’améliorer son équipement et que cela nécessite trop souvent d’accumuler autant d’or que possible pour pouvoir s’acheter l’objet voulu à l’Hôtel des Ventes,.

### Controverses
En France, l'UFC-Que Choisir est interpellée par des consommateurs qui dénoncent des dysfonctionnements. À la suite d'un appel à témoignages, elle obtient 1 500 témoignages de consommateurs en quatre jours qui font part de leur mécontentement. Le principal reproche est l'accès aux serveurs parfois impossible, ce qui est indispensable pour jouer même en solo. L'UFC-Que Choisir met par la suite en demeure Blizzard de corriger le problème sous 15 jours. Les mêmes problèmes font l'objet de plaintes en Corée du Sud et en Allemagne,.
Depuis le lancement et l'installation du jeu sur le marché, les serveurs ont gagné en stabilité et accessibilité.
À Taïwan, un homme de 18 ans est mort après avoir passé 48 heures à jouer à Diablo III. Selon l'autopsie, il serait mort à cause d'un accident cardio-vasculaire.
L'HVAR (Hôtel de Vente en Argent Réel), qui permet d'acheter des objets avec des monnaies réelles, fait également polémique. Il rejoint en effet les modes de fonctionnement des jeux en free to play mais permet également de gagner de l'argent en revendant ses objets à un autre joueur. Le débat oppose les gens qui revendiquent la possibilité de le faire, sans en avoir l'obligation, et les gens qui défendent le mérite de gagner son équipement et accusent le « pay to win » qui consiste à payer pour avancer dans un jeu. Blizzard Entertainment a finalement tranché en fermant les deux hôtels des ventes le 18 mars 2014.